# Letheobia largeni
Letheobia largeni är en ormart som beskrevs av Broadley och Wallach 2007. Letheobia largeni ingår i släktet Letheobia och familjen maskormar. Inga underarter finns listade i Catalogue of Life.
Denna orm förekommer i en mindre region i västra Etiopien. Arten lever i kulliga områden vid 500 meter över havet. Letheobia largeni vistas i gräsmarker som tidvis översvämmas, i skogar med träd av släktena Combretum och Terminalia samt på jordbruksmark. Honor lägger ägg.
Tidvis förekommer gräsbränder i området. Det är troligtvis inget hot mot beståndet. IUCN listar arten med kunskapsbrist (DD).